# Джеф Бриджис
Джефри Леон Бриджис (на английски: Jeff Bridges) е американски актьор. Получава четири номинации за „Оскар“. Сред известните филми с негово участие са „Големият Лебовски“, „Кралят на рибарите“, „Паника на Арлингтън Роуд“.

## Биография
Роден е на 4 декември 1949 г. в Лос Анджелис, Калифорния, в семейството на актьора Лойд Бриджис и Дороти Симпсън.
Джеф Бриджис прави първи стъпки в киното, когато е на 4 месеца. Тогава се появява във филма „Дружба“ (The Company She Keeps), в който малки роли имат брат му Бо Бриджис и майка му Дороти. На осем години участва в телевизионната поредица „Морско преследване“, където играе баща му Лойд Бриджис. През 1962 г. участва в телевизионното шоу на баща си заедно с брат си Бо. Учи в студиото на Хърбърт Бергхоф в Ню Йорк.
Неговата първа запомняща се роля е във филма на Питър Богданович „Последната прожекция“ (1971), за която получава номинация за „Оскар“ за поддържаща мъжка роля. След няколко успешни роли, в края на 70-те и началото на 80-те години участва в няколко неуспешни филма, но с научнофантастичния „Звезден човек“ през 1984 г., той прави своето голямо завръщане. След това се снима в биографичния филм на Франсис Форд Копола „Тъкър: един човек и неговата мечта“, във филма на Тери Гилиъм „Кралят на рибарите“ и в драмата „Безстрашният“ на Питър Уиър. След това излиза полицейският трилър „Взрив“ (1994), където му партнира Томи Лий Джоунс.
През 2009 печели „Оскар“ за Най-добър актьор за ролята му в „Лудо сърце“.

## Личен живот
Бриджис се жени за Сюзън Гестън през 1977 г.
На 19 октомври 2020 г. Бриджис обявява, че е е диагностициран с лимфом и е преминал през химиотерапия. Бриджс също обявява, че се е заразил с COVID-19 по време на лечение и отбеляза, че това е било трудно преживяване, което според него е направило рака „да изглежда като парче торта“. Той казва, че вече е напълно ваксиниран срещу COVID-19.

## Филмография
| година | филм                                      | оригинално заглавие                   | роля                              | бележки |
| ------ | ----------------------------------------- | ------------------------------------- | --------------------------------- | --- |
| 1969   | Тиха нощ, самотна нощ                     | Silent Night, Lonely Night            | Джон Йънг                         | |
| 1970   |                                           | Halls of Anger                        | Дъг                               | |
| 1971   | Последната прожекция                      | The Last Picture Show                 | Дуейн Джаксън                     | - номинация – Оскар за най-добра поддържаща мъжка роля. |
| 1971   |                                           | The Yin and Yang of Mr. Go            | Ниро Финиган                      | |
| 1971   |                                           | In Search of America                  | Майк Олсън                        | |
| 1972   | Щедър град                                | Fat City                              | Ърни                              | |
| 1972   | Лоша компания                             | Bad Company                           | Джейк Ръмзи                       | |
| 1973   |                                           | Lolly-Madonna XXX                     | Зак Федър                         | |
| 1973   | Последният американски герой              | The Last American Hero                | Елрой Джаксън-младши              | |
| 1973   |                                           | The Iceman Cometh                     | Дон Парит                         | |
| 1974   | Печеният и новакът                        | Thunderbolt and Lightfoot             |                                   | - номинация – Оскар за най-добра поддържаща мъжка роля. |
| 1975   | Ранчо Делукс                              | Rancho Deluxe                         | Джак Макки                        | |
| 1975   |                                           | Hearts of the West                    | Луис Татър                        | |
| 1976   | Остани гладен                             | Stay Hungry                           | Крейг Блейк                       | |
| 1976   | Кинг Конг                                 | King Kong                             | Джак Прескот                      | |
| 1978   |                                           | Somebody Killed Her Husband           | Джери Грийн                       | |
| 1979   | Зимни убийства                            | Winter Kills                          | Ник Кейгън                        | |
| 1979   |                                           | The American Success Company          | Хари Флауърс                      | |
| 1980   | Вратата на рая                            | Heaven's Gate                         | Джон Бриджис                      | |
| 1981   | Методът на Кътър                          | Cutter's Way                          | Ричард Боун                       | |
| 1982   | Трон                                      | Tron                                  | Кевин Флин/Клу                    | |
| 1982   | Целуни ме за сбогом                       | Kiss Me Goodbye                       | доктор Рупърт Бейнс               | |
| 1982   | Последният еднорог                        | The Last Unicorn                      | принц Лир (глас)                  | анимационен филм |
| 1984   | Против правилата                          | Against All Odds                      | Тери Броган                       | |
| 1984   |                                           | Two Tribes                            | Чад Хоган                         | |
| 1984   | Звезден човек                             | Starman                               | Скот Хейдън                       | - номинация – Оскар за най-добра мъжка роля. - номинация – Златен глобус за най-добър актьор в драматичен филм. |
| 1985   | По острието на бръснача                   | Jagged Edge                           | Джак Форестър                     | |
| 1986   | 8 милиона начина да умреш                 | 8 Million Ways to Die                 | Матю Скъдър                       | |
| 1986   | На следжащата сутрин                      | The Morning After                     | Търнър Кендал                     | |
| 1987   | Надин                                     | Nadine                                | Върнън Хайтауър                   | |
| 1988   | Мечтата на Тъкър                          | Tucker: The Man and His Dream         | Престън Тъкър                     | |
| 1989   | До утре                                   | See You in the Morning                | Лари Ливингстън                   | |
| 1989   | Невероятните Бейкър Бойс                  | The Fabulous Baker Boys               | Джак Бейкър                       | |
| 1990   | Тексасвил                                 | Texasville                            | Дуейн Джаксън                     | |
| 1991   | Кралят на рибарите                        | The Fisher King                       | Джак Лукас                        | - номинация – Златен глобус за най-добър актьор в мюзикъл или комедия. |
| 1992   | Американско сърце                         | American Heart                        | Джак Келсън                       | също продуцент |
| 1993   | Изчезването                               | The Vanishing                         | Барни Къзинс                      | |
| 1993   | Безстрашен                                | Fearless                              | Макс Клейн                        | |
| 1994   | Взрив                                     | Blown Away                            | Джими Дов/Лиъм Макгайвни          | |
| 1995   | Дивия Бил                                 | Wild Bill                             | Джеймс Бътлър „Дивия Бил“ Хикок   | |
| 1996   | Бялата буря                               | White Squall                          | капитан Кристофър „Скипър“ Шелдън | |
| 1996   | Огледало с две лица                       | The Mirror Has Two Faces              | Грегъри Ларкин                    | |
| 1996   |                                           | Hidden in America                     | Винсънт                           | телевизионен филм, също продуцент |
| 1998   | Големият Лебовски                         | The Big Lebowski                      | Джефри „Пича“ Лебовски            | - номинация – Сателит за най-добър актьор в мюзикъл или комедия. |
| 1999   | Паника на Арлингтън Роуд                  | Arlington Road                        | Майкъл Фарадей                    | |
| 1999   | Музата                                    | The Muse                              | Джак Уорик                        | |
| 1999   | Симпатико                                 | Simpatico                             | Лайл Картър                       | |
| 2000   | Претендентът                              | The Contender                         | Джаксън Евънс                     | - номинация – Оскар за най-добра поддържаща мъжка роля. - номинация – Златен глобус за най-добър актьор в поддържаща роля. - номинация – Сателит за най-добър актьор в поддържаща роля в драматичен филм.              |
| 2001   | Сцени от престъплението                   | Scenes of the Crime                   | Джими Бърг                        | |
| 2001   | Кей Пакс                                  | K-PAX                                 | доктор Марк Пауел                 | |
| 2002   |                                           | Lost in La Mancha                     | (разказвач)                       | документален филм |
| 2003   | Маскиран и анонимен                       | Masked and Anonymous                  | Том                               | |
| 2003   | Воля за победа                            | Seabiscuit                            | Чарлз Хауърд                      | - номинация – Сателит за най-добър актьор в поддържаща роля в драматичен филм. |
| 2004   | Врата на пода                             | The Door in the Floor                 | Тед Коул                          | |
| 2005   | Аматьори                                  | The Amateurs                          | Анди                              | |
| 2005   | Земя на приливите                         | Tideland                              | Ноа                               | |
| 2006   | Отборен дух                               | Stick It                              | Бърт Викерман                     | |
| 2007   | Всички на сърф                            | Surf's Up                             | Големият Зи (глас)                | анимационен филм |
| 2008   | Железният човек                           | Iron Man                              |                                   | |
| 2008   | Как да губиш приятели и да дразниш хората | How to Lose Friends & Alienate People | Клейтън Хардинг                   | |
| 2009   | Свободния път                             | The Open Road                         | Кайл                              | |
| 2009   | Годината на кучето                        | A Dog Year                            | Джон Катс                         | телевизионен филм |
| 2009   | Лудо сърце                                | Crazy Heart                           | Отис „Лошия“ Блейк                | - Оскар за най-добра мъжка роля. - Златен глобус за най-добър актьор в драматичен филм. - номинация – Награда на БАФТА за най-добър актьор в главна роля. - номинация – Сателит за най-добър актьор в драматичен филм. |
| 2009   | Мъжете, които се взират в кози            | The Men Who Stare at Goats            | Бил Джанго                        | |
| 2010   | Трон: Заветът                             | Tron: Legacy                          | Кевин Флин/Клу                    | |
| 2010   | Непреклонните                             | True Grit                             | Рустър Когбърн                    | - номинация – Оскар за най-добра мъжка роля. - номинация – Награда на БАФТА за най-добър актьор в главна роля. |
| 2012   |                                           | Pablo                                 | (разказвач)                       | |
| 2013   | РПУ „Оня свят“                            | R.I.P.D.                              | Рой                               | |
| 2014   | Пазителят                                 | The Giver                             | Пазителят                         | |
| 2014   | Седмият син                               | Seventh Son                           | Джон Грегъри                      | |
| 2015   | Малкият принц                             | The Little Prince                     | авиаторът (глас)                  | анимационен филм |
| 2016   | На всяка цена                             | Hell or High Water                    | Маркъс Хамилтън                   | |
| 2017   | Kingsman: Златният кръг                   | Kingsman: The Golden Circle           |                                   | |